# Dicycloplatin
Dicycloplatin là một loại thuốc hóa trị được sử dụng để điều trị một số bệnh ung thư bao gồm ung thư biểu mô phổi không phải tế bào nhỏ và ung thư tuyến tiền liệt.
Một số tác dụng phụ được quan sát thấy từ việc điều trị bằng dicycloplatin là buồn nôn, nôn, giảm tiểu cầu, giảm bạch cầu, thiếu máu, mệt mỏi, chán ăn, tăng men gan và rụng tóc. Các loại thuốc này là một dạng thuốc chống ung thư dựa trên bạch kim và nó hoạt động bằng cách gây ra rối loạn chức năng ty thể dẫn đến chết tế bào.
Dicycloplatin được phát triển ở Trung Quốc và nó được sử dụng cho thử nghiệm lâm sàng giai đoạn I ở người vào năm 2006. Thuốc đã được FDA Trung Quốc phê duyệt cho hóa trị liệu vào năm 2012.

## Sử dụng trong y tế
Dicycloplatin có thể ức chế sự tăng sinh của các tế bào khối u thông qua việc gây ra apoptosis. Nó được sử dụng để điều trị một số loại ung thư là ung thư biểu mô phổi không phải tế bào nhỏ và ung thư tuyến tiền liệt.

## Tác dụng phụ
Tương tự như cisplatin và carboplatin, dicycloplatin cũng chứa một số tác dụng phụ, đó là buồn nôn, nôn, giảm tiểu cầu, giảm bạch cầu, thiếu máu, mệt mỏi, chán ăn, tăng men gan và rụng tóc. Tuy nhiên, với liều lên tới 350   mg / m (2), không có độc tính đáng kể; những tác dụng này chỉ được quan sát ở liều cao hơn. Hơn nữa, độc tính trên thận của dicycloplatin được báo cáo là ít hơn so với cisplatin, và khả năng ức chế tủy của nó tương tự như carboplatin.

## Cấu tạo hóa học
Dicycloplatin bao gồm carboplatin và axit cyclobutane-1,1-dicarboxylic (CBDC) được liên kết bởi liên kết hydro. Trong cấu trúc của dicycloplatin, có hai loại liên kết: OH... O là liên kết giữa nhóm hydroxyl của CBDC với nguyên tử oxy carboxyl. Nó tạo ra chuỗi polymer một chiều của carboplatin và CBDC. Cái thứ hai là NH... O liên kết giữa nhóm amonia của carboplatin và oxy của CBDC. Nó tạo thành chuỗi polymer hai chiều của carboplatin và CBDC. Trong dung dịch nước, cấu trúc polyme liên kết hydro-hydro của dicycloplatin bị phá hủy. Đầu tiên, liên kết giữa nhóm amonia của carboplatin và oxy của CBDC bị phá vỡ, do đó tạo ra sự hình thành của dicycloplatin một chiều. Sau đó, liên kết hydro mạnh bị phá vỡ và tạo ra trạng thái trung gian của dicycloplatin. Cuối cùng, sự sắp xếp lại các định hướng khác nhau của carboplatin và CBDC dẫn đến sự hình thành liên kết hydro nội phân tử và một supramolecule của dicycloplatin với hai OH... O và NH... O được tạo ra.

## Cơ chế hoạt động
Tương tự như carboplatin, dicycloplatin ức chế sự tăng sinh của các tế bào ung thư bằng cách gây ra apoptosis tế bào. Khi được điều trị bằng dicycloplatin, một số thay đổi về tính chất của tế bào Hep G2 được quan sát thấy: sự suy giảm của Mitochondria Membrane Potential, giải phóng cytochrom c từ mitocondria thành cytosol, kích hoạt caspase-9, caspase-3 và giảm Bcl- 2. Những hiện tượng này cho thấy vai trò của ty thể trong quá trình apoptosis bằng cách xâm nhập. Hơn nữa, sự gia tăng kích hoạt caspase-8 cũng được quan sát thấy. Điều này có thể kích thích quá trình apoptosis bằng cách kích hoạt caspase-3  xuôi dòng hoặc bằng cách tách Bid. Do đó, sự phân tách của Giá thầu (tBid) chuyển sang ty thể và gây ra rối loạn chức năng ty thể, thúc đẩy sự phóng thích cytochrom c từ ty thể sang cytosol. Từ tế bào Hep G2 được điều trị bằng dicycloplatin, đã phát hiện ra một lượng oxy phản ứng quá mức, đóng vai trò quan trọng trong việc giải phóng cytochrom c. Trong ty thể, việc giải phóng hemoprotein xảy ra thông qua quy trình 2 bước: Thứ nhất, sự phân ly của cytochrom c từ liên kết với cardiolipin xảy ra. Do các loại oxy phản ứng, cardiolipin bị oxy hóa, do đó làm giảm liên kết cytochrom c và tăng nồng độ của cytochrom c tự do 